# Marc Sondheimer
Marc Sondheimer é um produtor estadunidense da Pixar. Venceu o Oscar de melhor curta-metragem de animação na edição de 2017 pelo trabalho na obra Piper, ao lado de Alan Barillaro.

## Filmografia
| Ano  | Filme               |
| ---- | ------------------- |
| 1998 | A Bug's Life        |
| 2001 | Monsters, Inc.      |
| 2003 | Finding Nemo        |
| 2004 | The Incredibles     |
| 2005 | Jack-Jack Attack    |
| 2006 | Lifted              |
| 2008 | WALL-E              |
| 2008 | Igor                |
| 2012 | Brave               |
| 2013 | Monsters University |
| 2016 | Piper               |
| 2017 | Coco                |